# 阿波命神社

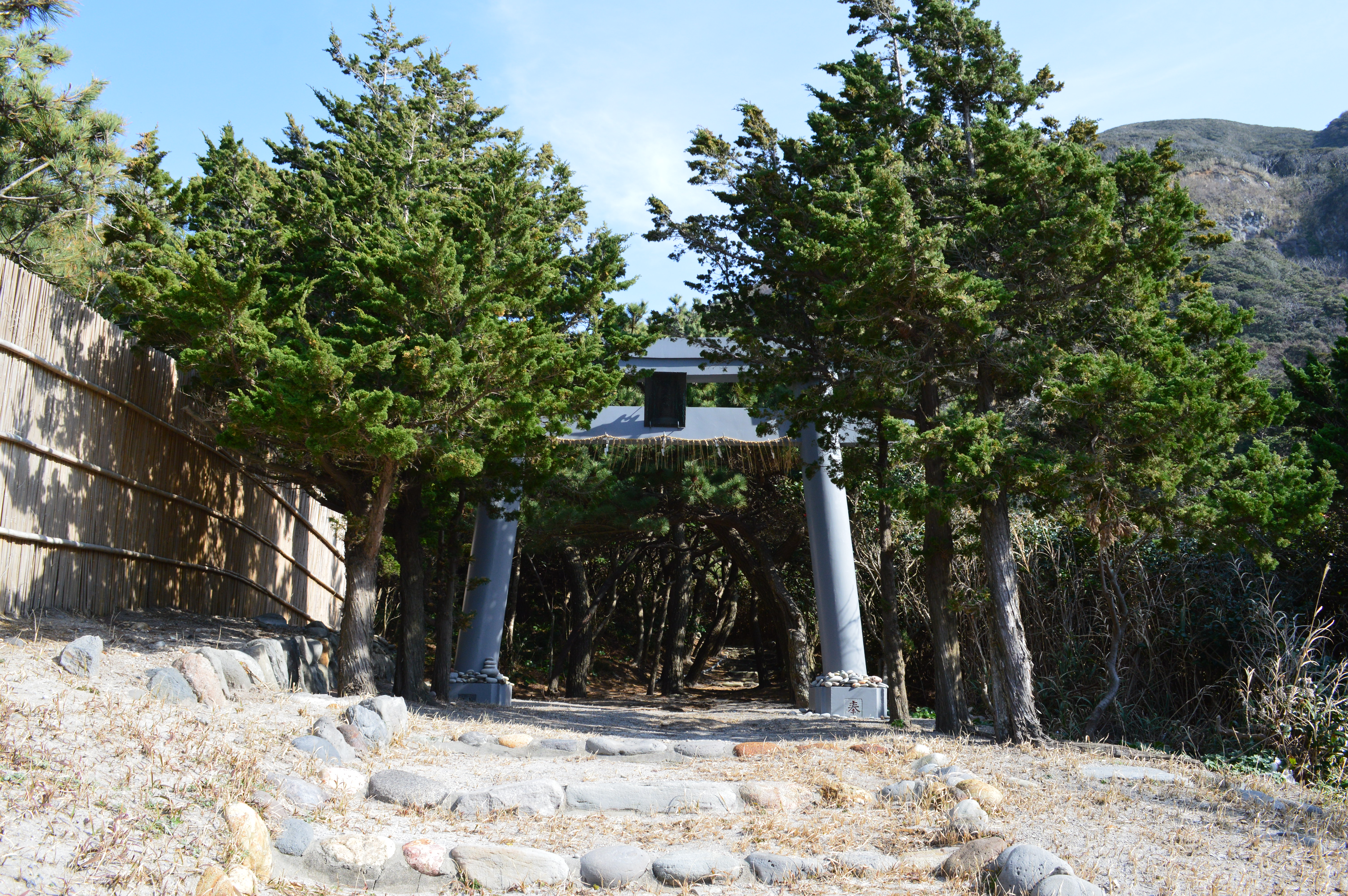
鳥居

阿波命神社（あわのみことじんじゃ）は、東京都神津島村長浜にある神社。式内社（名神大社）で、旧社格は府社。
神津島北部、長浜から入った谷部に鎮座する。

## 祭神
祭神は次の1柱。
- 阿波咩命 （あわのめのみこと、阿波命/阿波比咩命）
神津島の開拓神であると伝えられる[1]。『続日本後紀』[原 1]によると、三嶋神（伊豆国一宮の三嶋大社祭神）[注 1]の本后であるといい、物忌奈命（物忌奈命神社祭神）はその御子神であるという[2]。

鎌倉時代末期の成立とされる『三宅記』では、三嶋神が神集島（神津島）に置いた「長浜の御前」から長子「たゝない王子（たたない王子）」、次子「たふたい王子」が生まれたと記す。これら3神の社はそれぞれ阿波命神社、物忌奈命神社、日向神社に比定される。
そのほか、「阿波」の神名から、忌部氏が阿波国から安房国に東遷する際（忌部氏の東遷）、当地に逗留したことに由来するという伝承もある。平田篤胤は『古史伝』伊古奈比咩命神社項において、阿波咩命を天津羽羽神（あまつはばのかみ、天石門別神の娘神）に比定している。

## 歴史

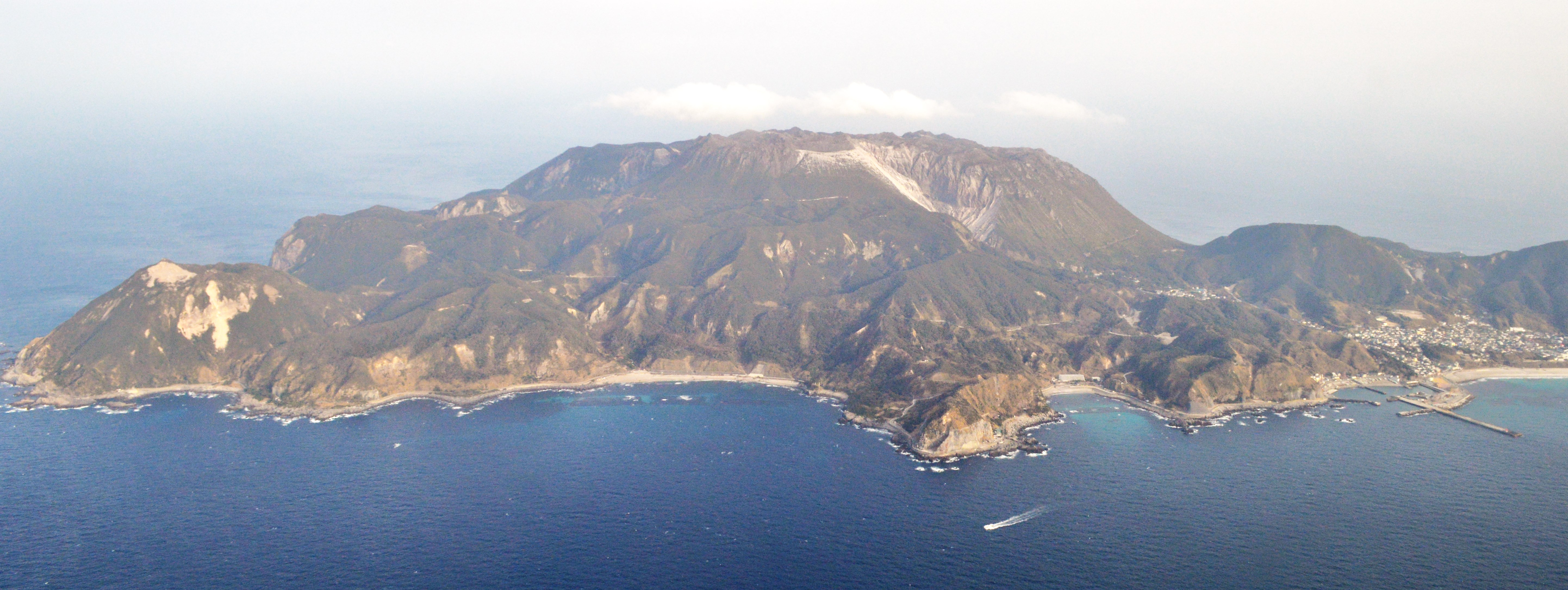
神津島全景中央は、承和5年（838年）に大噴火を起こした天上山。その下の浜辺（長浜）に阿波命神社が、右端の集落に物忌奈命神社が鎮座する。

### 概史
創建は不詳。
国史の初見は『続日本後紀』の承和7年（840年）における記事で、上津島（神津島）に坐す神は阿波神は「三嶋大社本后」である旨、物忌奈乃命はその御子神である旨、そしてこの神々のため神宮四院が新たに造営された旨が記載されている。同記事では、続いて神院の様子が描写される。そして、去る承和5年（838年）7月5日夜に神津島で激しい噴火が発生したといい、占いの結果、それは三嶋大社の後后が位階を賜ったにもかかわらず、本后たる阿波神には沙汰がないことに対する怒りによるものだと見なされた。同記事にある「後后」とは、静岡県下田市の伊古奈比咩命神社祭神を指すとされており、先の天長9年（832年）には三嶋神・伊古奈比咩命両神を名神に預けるという記事が載っている。
上記の承和7年の記事を受けて、約一ヶ月後に阿波神・物忌奈乃命両神の神階は無位から従五位下に昇った。その後はいずれも物忌奈命とともに、嘉祥3年（850年）に従五位上が授けられたのち、同年には官社に列し、仁寿2年（852年）には正五位下に昇った。
延長5年（927年）成立の『延喜式』神名帳では、伊豆国賀茂郡に「阿波神社 名神大」と記載され、名神大社に列している。現在の東京都の中で、名神大社は阿波命神社と物忌奈命神社のみである。
中世の『伊豆国神階帳』では伊豆国田方郡に三嶋神の次に「一品きさきの宮」と記載されているが、これは阿波咩命が三嶋大社に招祭されたことによるとされる。
近世には、当社は「長浜明神」「長浜御前」と称された。
明治21年（1888年）9月1日、近代社格制度において府社に列した。

### 神階
- 六国史における神階奉叙の記録
  - 承和7年（840年）10月14日、無位から従五位下 （『続日本後紀』）[原 3] - 表記は「阿波神」。
  - 嘉祥3年（850年）10月8日、従五位上 （『日本文徳天皇実録』）[原 4] - 表記は「阿波神」。
  - 嘉祥3年（850年）11月1日、官社に列す （『日本文徳天皇実録』）[原 5] - 表記は「安房神」。
  - 仁寿2年（852年）12月15日、正五位下 （『日本文徳天皇実録』）[原 6] - 表記は「阿波咩命神」。
  - 斉衡元年（854年）6月26日、正五位下 （『日本文徳天皇実録』）[原 7] - 表記は「阿波咩命神」。仁寿2年の記事と内容は重複。両記事の扱いには諸説ある[5]。
- 六国史以後
  - 一品 （『伊豆国神階帳』） - 表記は「きさきの宮」。

## 境内

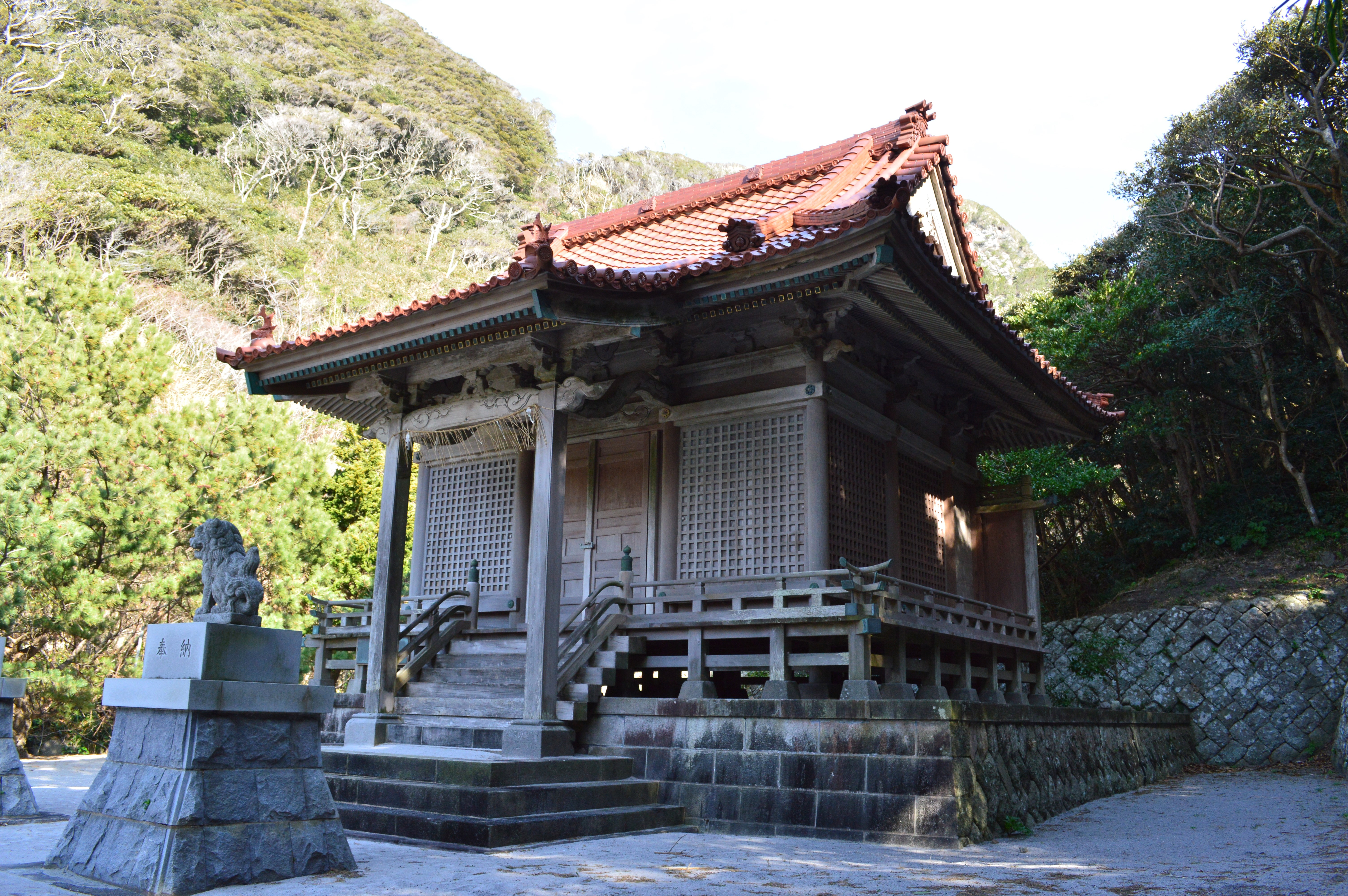
本殿

前述の『続日本後紀』承和7年（840年）9月23日の記事では、「伊豆国言」の中で次の記述がある。
| 「                                      | 其嶋東北角、有新造神院、其中有壟、高五百許丈、基周八百許丈、其形如伏鉢、東方片岸有階四重、青黄赤白色沙次第敷之、其上有一閣室、高四許丈、次南海邊有二石室、各長十許丈、廣四許丈、高三許丈、其裏五色稜石、屏風立之、巖壁伐波、山川飛雲、其形微妙難名、其前懸夾纈軟障、即有美麗濱、以五色沙成修、次南傍有一礒、如立屏風、其色三分之二悉金色矣、眩曜之状不可敢記、云々 | 」 |
| —『続日本後紀』承和7年9月23日条（抜粋） | |    |

このうち冒頭の「神院」が阿波命神社を指すとされており、「其中有壟」以下で記された神院の描写は現社地や周辺の形状に一致するとされる。特に文中では「即有美麗濱、以五色沙成修」とあるが、現在の長浜の浜辺も様々な色な小石から成り「五色浜」とも呼ばれている。このように、阿波命神社境内は古代神社の立地を現代に伝えるとされることから、境内は「神津島阿波命神社境域」として東京都指定史跡に指定されている。
社殿は昭和63年（1988年）の集中豪雨で倒壊した後、平成4年（1992年）に復元修理された。

## 本殿旧鎮座地（社務所裏手）

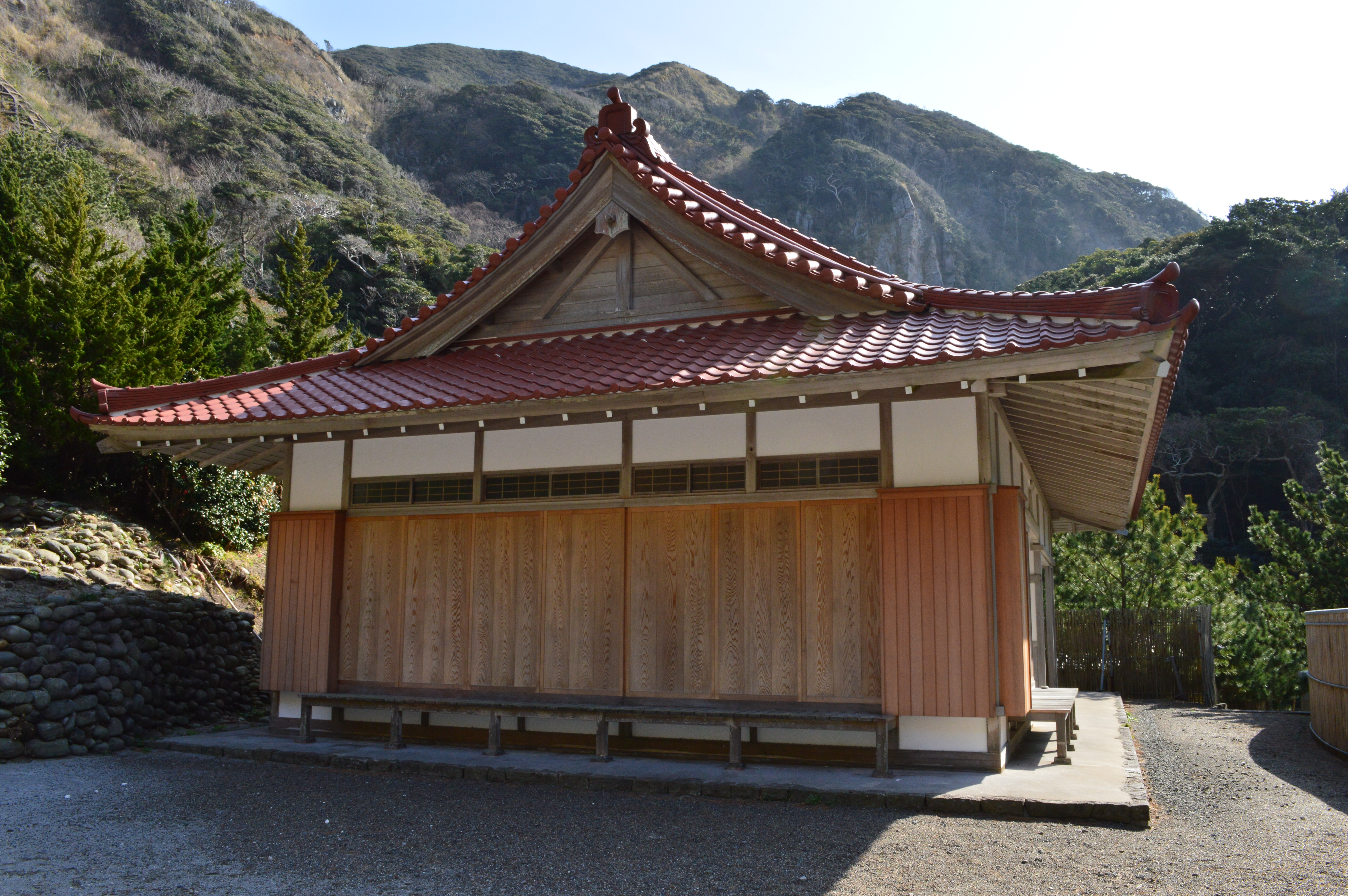
社務所

## 文化財

### 東京都指定史跡
- 神津島阿波命神社境域 - 昭和63年2月22日指定[9]。

## 現地情報
例祭
・「長浜祭り」　四月十五日　雨天の場合は翌日以降に順延
所在地
- 東京都神津島村長浜1

周辺
- 物忌奈命神社 - 前浜集落に鎮座。
- 日向神社 - 多幸湾に鎮座。